# Meller (Familienname)
Meller ist ein deutscher Familienname. Er ist eine niederdeutsche Variante des Familiennamens „Müller“, der sich von der Berufsbezeichnung des Müllers ableitet.

## Namensträger
- Amos Meller (1938–2007), israelischer Dirigent
- Anton Meller (1932–2017), österreichisch-deutscher Chemiker
- Bernhard Meller (1880–1971), römisch-katholischer Geistlicher und Bibliothekar
- Caroline Meller-Hannich (* 1970), deutsche Juristin und Hochschullehrerin an der Martin-Luther-Universität Halle-Wittenberg
- Christian Meller (vor 1869–nach 1882), deutschamerikanischer Turner
- Digne Meller Marcovicz (1934–2014), deutsche Fotojournalistin und Dokumentarfilmerin
- Edith Meller (1897–1953), österreichisch-ungarische Schauspielerin
- Fabian Meller (* 1993), österreichischer Kameramann
- Gioia Meller Marcovicz (* 1955), deutsche Designerin
- Guido Meller Mayr (* 1940), chilenischer Wirtschaftswissenschaftler, Ökonom, und Hochschulprofessor
- Harald Meller (* 1960), deutscher Archäologe
- Heinz Meller (* 1955), deutscher Kabarettist, Parodist und Moderator
- Horst Meller (1935–2013), deutscher Anglist und Hochschullehrer
- Ingo Meller (* 1955), deutscher Künstler und Hochschullehrer
- Ivana Tomljenović-Meller (1906–1988), jugoslawische Fotografin, Grafikdesignerin und Kunstlehrerin
- Josef Meller (1874–1968), österreichischer Augenarzt
- Nina Genke-Meller (1893–1954), russisch-ukrainische Künstlerin
- Pali Meller (1902–1943), ungarischer Architekt
- Raquel Meller (geb. Francisca Marqués López; 1888–1962), spanische Sängerin und Schauspielerin
- Rose Meller (1902–1960), ungarisch-österreichische Schriftstellerin und Mikrobiologin
- Simon Meller (1875–1949), ungarischer Kunsthistoriker und Kunsthändler
- Stefan Meller (1942–2008), polnischer Historiker, Diplomat und Politiker
- Wadim Georgijewitsch Meller (1884–1962), russisch-ukrainischer Maler
- Willy Meller (1887–1974), deutscher Bildhauer